# Kris Bright
Kris Bright (Auckland, 5 september 1986) is een Nieuw-Zeelands voormalig voetballer van Engelse afkomst die als aanvaller voor onder andere Fortuna Sittard speelde. Hij is de zoon van voormalig Nieuw-Zeelands international Dave Bright.

## Carrière
Kris Bright speelde in de jeugd van Waitakere City FC, waar hij ook in het eerste elftal speelde. In 2005 maakte hij de overstap naar New Zealand Knights, wat toetrad in het eerste seizoen van de A-League. Hier debuteerde hij op 29 oktober 2005 in het betaald voetbal, in de met 1-3 verloren thuiswedstrijd tegen Central Coast Mariners. Hij speelde twaalf wedstrijden in de A-League, waarin hij niet scoorde en geen enkele keer gewonnen werd door de Knights.
Na het seizoen 2005/06 ging hij op proef bij het Schotse Kilmarnock FC, maar kreeg hier geen contact aangeboden. Hierna speelde hij een testwedstrijd voor Fortuna Sittard tegen FC Geleen Zuid, waarna hij een contract voor een jaar aangeboden kreeg. Hij debuteerde voor Fortuna op 8 september 2006, in de met 2-1 verloren uitwedstrijd tegen TOP Oss. Hij kwam in de 82e minuut in het veld voor Rachid El Hammouchi. Op 22 september 2006 maakte hij zijn basisdebuut tegen HFC Haarlem en scoorde hij zijn enige doelpunt voor Fortuna. Nadat zijn contract niet verlengd werd, vertrok hij naar het Noorse Kristiansund BK.
Bright tekende een contract voor een half seizoen op het derde niveau van Noorwegen. Hier scoorde hij vaak, maar zag zijn seizoen vroegtijdig beëindigd worden doordat hij zijn been brak. Zijn contract werd wel verlengd en ook in het seizoen erna wist hij regelmatig te scoren. Dit leverde hem een transfer op naar MGS Panserraikos, actief op het hoogste niveau van Griekenland. Hier vertrok hij echter na een half jaar vanwege achterstallige betalingen. Hij vertrok naar het Engelse Shrewsbury Town FC. Hier kwam hij in zijn eerste seizoen bijna alleen als invaller in actie, en wist zodoende slechts twee doelpunten te maken. In zijn tweede seizoen kwam hij maar tweemaal in actie en mocht hij in de winterstop naar het Hongaarse Budapest Honvéd vertrekken. Hierna speelde hij nog voor het Maltese Balzan Youths FC, het Noorse Bryne FK, de Finse clubs FC Haka Valkeakoski en IFK Mariehamn, het Engelse Lincoln City FC, het Indische Bharat FC, het Zuid-Afrikaanse Bidvest Wits, het Noord-Ierse Linfield FC en het Nieuw-Zeelandse Auckland City FC voor hij in 2018 met voetballen stopte. Hierna werd hij trainer van Central United. Sinds 2020 is hij jeugdtrainer van Auckland City FC, wat hij sinds 2022 combineert met de functie van sportief directeur.

### Statistieken
| Seizoen                     | Club                | Land           | Competitie      | Competitie | Competitie | Beker | Beker | Overig | Overig | Totaal | Totaal |
| Seizoen                     | Club                | Land           | Competitie      | Wed.       | Dlp.       | Wed.  | Dlp.  | Wed.   | Dlp.   | Wed.   | Dlp.   |
| --------------------------- | ------------------- | -------------- | --------------- | ---------- | ---------- | ----- | ----- | ------ | ------ | ------ | ------ |
| 2004/05                     | Waitakere City FC   | Nieuw-Zeeland  | Northern League | 21         | 29         | ?     | ?     | –      | –      | 21     | 29     |
| 2005/06                     | New Zealand Knights | Nieuw-Zeeland  | A-League        | 12         | 0          | –     | –     | –      | –      | 12     | 0      |
| 2006/07                     | Fortuna Sittard     | Nederland      | Eerste divisie  | 10         | 1          | 1     | 0     | –      | –      | 11     | 1      |
| 2007                        | Kristiansund BK     | Noorwegen      | 2. Divisjon     | 7          | 11         | ?     | ?     | –      | –      | 7      | 11     |
| 2008                        | Kristiansund BK     | Noorwegen      | 2. Divisjon     | 12         | 10         | ?     | ?     | –      | –      | 12     | 10     |
| 2008/09                     | MGS Panserraikos    | Griekenland    | Super League    | 6          | 0          | 3     | 0     | –      | –      | 9      | 0      |
| 2009/10                     | Shrewsbury Town FC  | Engeland       | League Two      | 26         | 2          | 1     | 0     | 2      | 0      | 29     | 2      |
| 2010/11                     | Shrewsbury Town FC  | Engeland       | League Two      | 1          | 0          | 0     | 0     | 1      | 0      | 2      | 0      |
| 2010/11                     | Budapest Honvéd FC  | Hongarije      | NB I            | 9          | 1          | 2     | 0     | –      | –      | 11     | 1      |
| 2011/12                     | Balzan Youths FC    | Malta          | Premier League  | 11         | 5          | 0     | 0     | –      | –      | 11     | 5      |
| 2012                        | Bryne FK            | Noorwegen      | 1. Divisjon     | 13         | 2          | 2     | 2     | –      | –      | 15     | 4      |
| 2012                        | FC Haka Valkeakoski | Finland        | Veikkausliiga   | 12         | 2          | 0     | 0     | –      | –      | 12     | 2      |
| 2013                        | IFK Mariehamn       | Finland        | Veikkausliiga   | 22         | 9          | 2     | 0     | 2      | 0      | 26     | 9      |
| 2013/14                     | Lincoln City FC     | Engeland       | National League | 7          | 2          | 0     | 0     | –      | –      | 7      | 2      |
| 2015                        | Bharat FC           | India          | I-League        | 17         | 6          | –     | –     | –      | –      | 17     | 6      |
| 2015/16                     | Bidvest Wits        | Zuid-Afrika    | PSL             | 3          | 1          | 1     | 0     | –      | –      | 4      | 1      |
| 2016/17                     | Linfield FC         | Noord-Ierland  | Premiership     | 6          | 0          | 0     | 0     | –      | –      | 6      | 0      |
| 2017/18                     | Auckland City FC    | N.-Zeeland     | Championship    | 4          | 1          | 0     | 0     | 5      | 0      | 9      | 1      |
| Carrièretotaal              | Carrièretotaal      | Carrièretotaal | Carrièretotaal  | 199        | 82         | 12    | 2     | 10     | 0      | 221    | 84     |
| Bijgewerkt op 26 april 2022 |                     |                |                 |            |            |       |       |        |        |        |        |

### Interlandcarrière
Kris Bright werd in 2008 voor het eerst geselecteerd voor het Nieuw-Zeelands voetbalelftal, voor de WK-kwalificatiewedstrijd tegen Fiji op 19 november 2008. Hij kwam in de 69e minuut bij een 0-1 achterstand in het veld voor Kosta Barbarouses, maar kon niet voorkomen dat Fiji met 0-2 won. Ondanks dit verlies werd Nieuw-Zeeland eerste in de kwalificatiegroep, waarna het zich via play-offs tegen Bahrein wist te kwalificeren voor het Wereldkampioenschap in Zuid-Afrika. Hierna speelde Bright twee oefenwedstrijden met Nieuw-Zeeland en wist hierin tegen Thailand een doelpunt te maken. Ook maakte hij in 2009 deel uit van de selectie voor de Confederations Cup, waarin hij tegen Spanje kort mocht invallen. Voor het Wereldkampioenschap van 2010 werd hij niet geselecteerd, maar maakte wel uit van een lijst van zeven reservespelers. In 2013 speelde hij nog eenmaal voor Nieuw-Zeeland, tegen de Verenigde Arabische Emiraten.
| Interlands van Kris Bright voor Nieuw-Zeeland | Interlands van Kris Bright voor Nieuw-Zeeland | Interlands van Kris Bright voor Nieuw-Zeeland | Interlands van Kris Bright voor Nieuw-Zeeland | Interlands van Kris Bright voor Nieuw-Zeeland | Interlands van Kris Bright voor Nieuw-Zeeland |
| №                                             | Datum                                         | Wedstrijd                                     | Uitslag                                       | Soort wedstrijd                               | Doelpunten                                    |
| Als speler bij Kristiansund BK                | Als speler bij Kristiansund BK                | Als speler bij Kristiansund BK                | Als speler bij Kristiansund BK                | Als speler bij Kristiansund BK                | Als speler bij Kristiansund BK                |
| --------------------------------------------- | --------------------------------------------- | --------------------------------------------- | --------------------------------------------- | --------------------------------------------- | --------------------------------------------- |
| 1.                                            | 19 november 2008                              | Nieuw-Zeeland − Fiji                          | 0 – 2                                         | WK 2010 (kwalificatie)                        | 0                                             |
| Als speler bij MGS Panserraikos               |                                               |                                               |                                               |                                               |                                               |
| 2.                                            | 28 maart 2009                                 | Thailand − Nieuw-Zeeland                      | 3 – 1                                         | Vriendschappelijk                             | 1                                             |
| 3.                                            | 6 juni 2009                                   | Botswana − Nieuw-Zeeland                      | 0 – 0                                         | Vriendschappelijk                             | 0                                             |
| 4.                                            | 14 juni 2009                                  | Nieuw-Zeeland − Spanje                        | 0 – 5                                         | Confederations Cup 2009                       | 0                                             |
| Als speler bij IFK Mariehamn                  |                                               |                                               |                                               |                                               |                                               |
| 5.                                            | 9 september 2013                              | Verenigde Arabische Emiraten − Nieuw-Zeeland  | 2 – 0                                         | Vriendschappelijk                             | 0                                             |